# Oncocnemis rhodophaea
Oncocnemis rhodophaea là một loài bướm đêm trong họ Noctuidae.